# José María Mazón Sainz
José María Mazón Sainz, né à Haro (Province de Logroño) en 1901 et mort à Madrid en 1981, est un juriste et politicien traditionaliste espagnol. Militant carliste, il devint dirigeant de la section du parti de sa province natale au début des années 1930. Engagé dans la la tentative de coup d'Etat de juillet 1936, pendant la guerre civile espagnole il favorisa l'unification des forces nationalistes  au sein du parti unique, FET y de las JONS, dont il fut membre du comité de direction en 1937-1938. En 1937-1942, pendant les deux premiers mandats, il fut membre du Conseil national du Movimiento, collaboration avec le régime franquiste en représailles de laquelle il fut expulsé de la Communion traditionaliste. Au début des années 40, il se retira de la politique pour diriger un cabinet d'avocats à Madrid.

## Famille et jeunesse

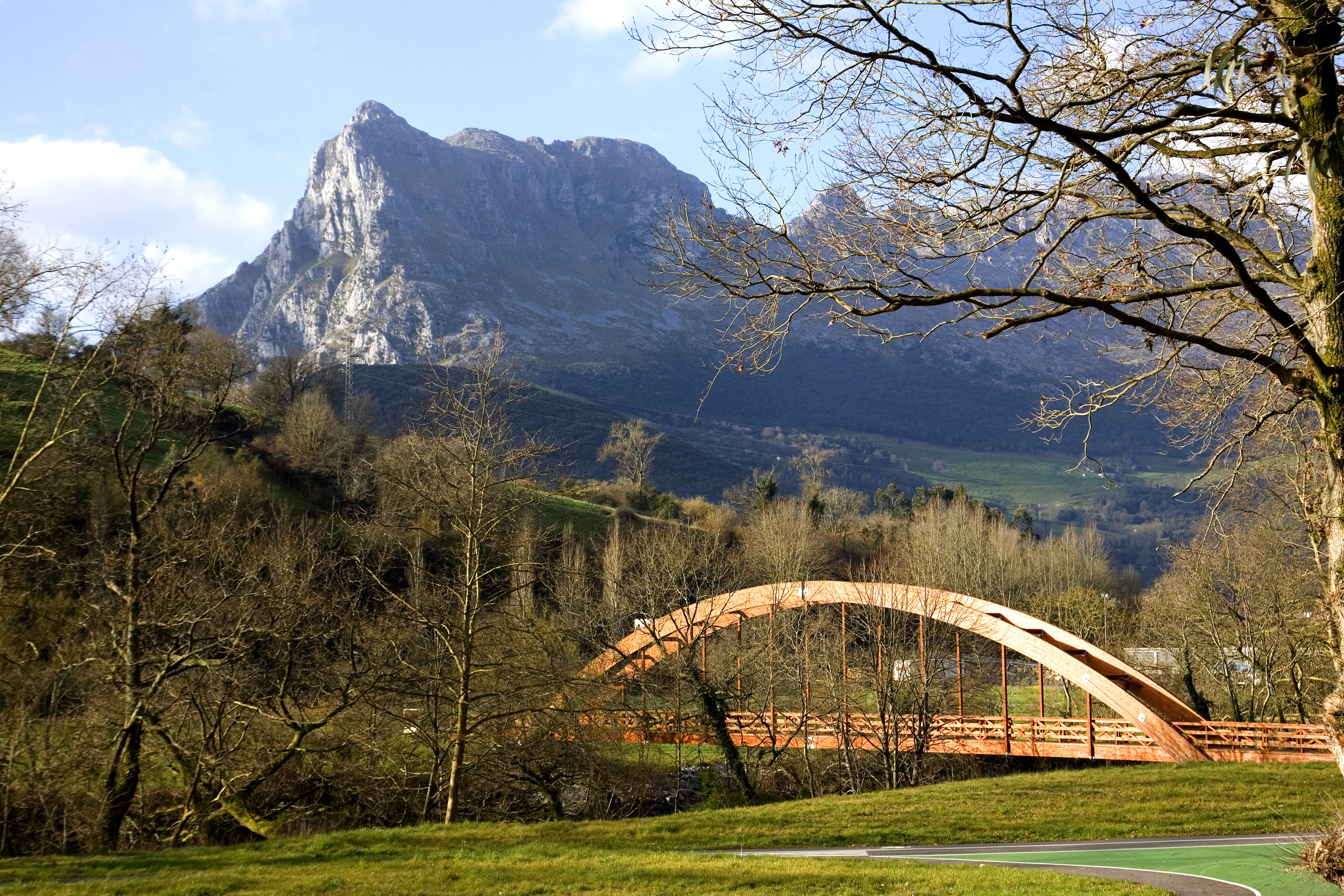
Ramales de la Victoria.

Le nom de famille Mazón est attesté pour la première fois en Cantabrie ; à l'époque moderne, ses branches se diffusées dans plusieurs régions d'Espagne, notamment dans les provinces castillanes de Santander et de Burgos. La lignée de José María est liée à la municipalité de Ramales de la Victoria — ainsi nommée en référence à la bataille (en) remportée par les libéraux (es) le 12 mai 1839 au cours de la première guerre carliste —, située dans le massif montagneux cantabrique de la Sierra de Rozas, d'où venait son grand père paternel Juan Mazón, marié à une certaine Clara Gómez.
José María Mazón Sainz est fils du pharmacien Eugenio Mazón Gómez, et de Clotilde Sainz. Le couple eut 7 enfants : Clotilde (née en 1894), un enfant non identifié né en 1897 et mort en bas âge, Ciríaco (né en 1898 et mort à l'âge de 22 mois), José Maria (né en 1901), María Antonia (née en 1906), Claudio (né en 1911) et María de la Vega (née en 1919),,,. José María passa sa petite enfance à Haro. Au début de son adolescence, il suivit des études secondaires au lycée de Vitoria ; en 1913, il s'y distingua par d'excellents résultats scolaires. Licencié en Droit au début des années 1920, en 1922, il intégra le Corps général d'administration du Trésor public. Il retourna à Haro pour y exercer en tant qu'avocat.

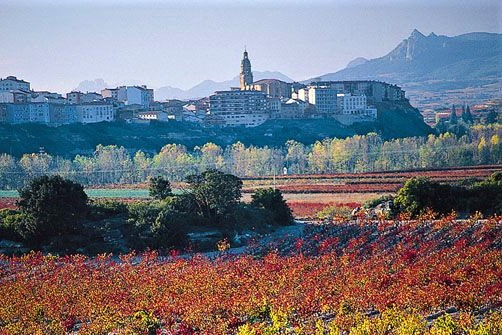
Haro.

Quelque temps avant 1929, Mazón épousa Consuelo Verdejo, de Haro, avec qui il eut 3 enfants. En 1956 Mazón épousa Emilia Sainz Palomera, veuve de l'entrepreneur d'origine mexicaine Justo López Arriola, apparentée à sa famille maternelle, originaire de Carranza et qui mourut en 1989 dont le frère était pharmacien en Cantabrie,. Parmi les enfants du premier mariage de Mazón, Eugenio, à la fin du franquisme, devint directeur général de Correos y Telecomunicaciones et de l'organisation d'assistance sanitaire Obra Sindical 18 de Julio (es), et fut procurador (es) aux Cortes en 1971-1976. Le frère cadet de José María Mazón Sainz, Claudio, fut également un militant carliste. Eugenio Mazón fut secrétaire général du comité local du carlisme à Haro en 1909.

## Carliste riojan
José María Mazón et ses frères et sœurs héritèrent des orientations politiques de leur père,. Dans sa déclaration à la commission d'épuration (es) — routine imposée aux avocats dans les premiers temps du franquisme — en 1940, il affirma à propos de son appartenance à des organisations politiques : « Je suis carliste depuis le 26 février 1901, jour où je suis né. » En 1923, au début de la dictature de Primo de Rivera il est mentionné comme membre du Somatén. Au début de l'année suivante, il est intervenant à l'athénée chrétien local de Haro. Aux élections municipales d'avril 1931, il fut élu dans l'ayuntamiento de Haro, dominé par la gauche, où il prit la direction du groupe d'opposition baptisé « minorité catholico-monarchiste ».
Pendant les années de la République (1931-1936), Mazón protesta contre la composition de l'exécutif municipal local, au motif que le maire et son adjoint avaient été choisis dans la coalition radicale-socialiste victorieuse, sans qu'un seul poste de pouvoir soit partagé avec la minorité d'opposition. En tant que membre de la commission chargée des questions d'instruction, il tenta de s'opposer à l'éducation laïque, protesta contre la politique de changements de noms de rues suivant la nouvelle tendance républicaine et lutter pour conserver leur caractère traditionnel aux fêtes populaires locales. Leurs revendications ignorées, les conseillers de droite, minoritaires, finirent par cesser d'assister aux réunions de l'ayuntamiento. Simultanément, Mazón mobilisait les forces carlistes de Haro et d'ailleurs, tandis que sa femme animait l'association locale des Margaritas (en) (associations féminines caritatives et catholiques d'obédience carliste).

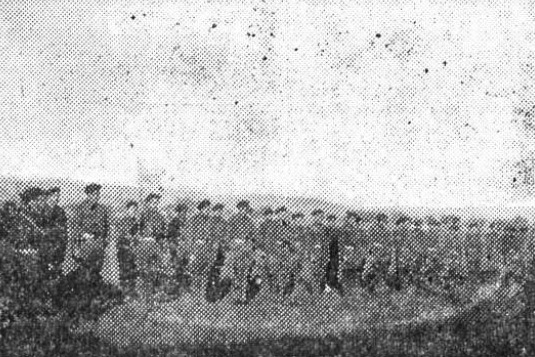
Troupe de requeté de Haro au cours d'exercices en campagne en 1935.

À la suite des incidents anarchistes de janvier 1933, Mazón et les conseillers municipaux de droite réapparurent à l'Ayuntamiento de Haro en déclarant la nécessité d'assurer l'ordre public et furent tournés en ridicule par le maire. En 1934, Mazón l'accusa de promouvoir une éducation subversive inflexible et de fomenter la révolution. Il continua de prendre la parole aux rassemblements carlistes de La Rioja ; en 1934, il apparaissait comme la figure clé du carlisme de la région. En 1935 Mazón et son épouse se lancèrent dans de nouvelles activités de propagande,. En novembre, il se retira de nouveau de l'Ayuntamiento en affirmant que de nouvelles élections auraient dû avoir lieu depuis longtemps ; il se concentra sur le renforcement du requeté — organisation paramilitaire carliste —. Il travailla encore pour la cause carliste lors des élections générales de février 1936 ; les candidats de la Communion traditionaliste rassemblèrent 945 voix à Haro et les candidats du Front populaire remportèrent le scrutin. Après l'assassinat d'un militant carliste à Haro, en avril, il organisa les funérailles sous la forme d'une manifestation traditionaliste.

## Protagoniste de l'unification

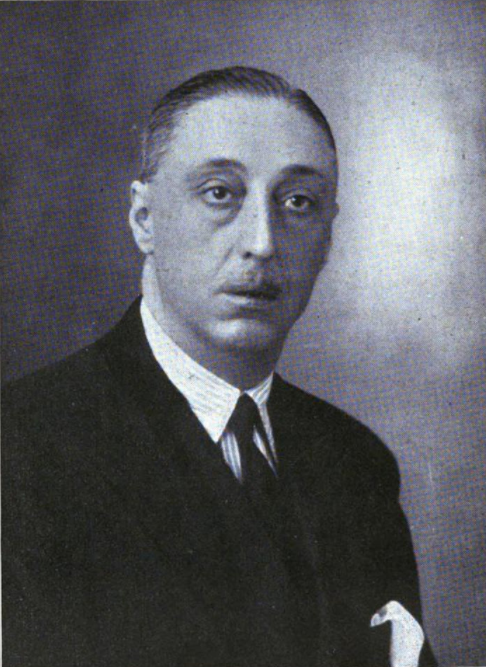
Le comte de Rodezno.

En 1940, Mazón affirma avoir collaboré avec l'armée aux préparatifs de la tentative de coup d'État de juillet 1936 qui déboucha sur la guerre civile. La province fut facilement saisie par les rebelles ; le 29 juillet 1936, Mazón fut nommé à la commission qui fit office de nouvelle municipalité à Haro. Il passa du statut de chef provincial du carlisme à celui de commissaire de guerre — ou président du Comité de guerre, selon les sources — de la province. Le 22 mars 1937, il assista à une réunion des commissaires de guerre provinciaux à Burgos pour débattre de la menace représentée pour le carlisme par une éventuelle fusion dans un parti unique d'État. Au sein de cette assemblée fortement divisée, Mazón faisait partie de la faction dirigée par Rodezno préconisant l'observance des exigences des militaires ; ils l'emportèrent et il intégra une délégation de 5 membres chargée de communiquer la nouvelle à Franco,. Le Caudillo les rencontra le 27 mars, se montra ravi et leur demanda d'agir « dans un esprit d'unité ».
Le 29 mars, Mazón et d'autres carlistes favorables à l'unification se rendirent à Lisbonne pour convenir de la marche à suivre avec le chef du parti en exil, Manuel Fal Conde. Furieux, ce dernier les accusa d'avoir porté atteinte au parti et rompit les contacts avec eux. Le 4 avril, Mazón participa à Pampelune à une réunion du comité central de Navarre, foyer des partisans de l'unification, dont les assistants élaborèrent dans la précipitation un projet de directoire pour le futur parti unique. Fal qualifia cette prise de position de coup d'État contre les autorités de la  CT mais, exilé au Portugal, il demeura impuissant. Le 12 avril, Rodezno, en tant que leader des carlistes favorables à l'unification, rendit visite à Franco pour discuter des détails de mise en œuvre,
,,. Le Generalísimo proposa une liste de carlistes pour entrer dans l'exécutif — la Junta Política, « Comité politique » — du futur parti. Rodezno répondit qu'il contenait trop de Navarrais et suggéra de remplacer l'un d'entre eux, Marcelino Ulibarri Eguilaz (es), soit remplacé par Mazón.
Le 19 avril, Franco publia depuis son quartier général le décret d'unification, qui déclarait la fusion de la Phalange et du carlisme dans le nouveau parti d'État, Falange Española Tradicionalista y de las JONS (FET y de las JONS, ou simplement FET). Mazón le reconnut le jour-même lors de la session extraordinaire de la Communion Traditionaliste de La Rioja tenue à Miranda de Ebro, qui l'accueillit avec enthousiasme et « la plus fervente et inconditionnelle adhésion », terminant sa déclaration par un « À vos ordres, mon général ». Le 23 avril, l'administration militaire publia un autre décret nommant 10 personnes au Comité politique de la FET ; Mazón, dernier carliste de la liste, figurait à la huitième position, après Rodezno, le comte de la Florida Tomás Dolz de Espejo (en) et Arellano. Mazón dut cette ascension spectaculaire, de chef carliste d'une petite province à membre de l'exécutif du parti d'État, à sa fidélité à Rodezno[réf. nécessaire], alors la principale figure de la collaboration carliste avec le régime franquiste.

## Hiérarque du franquisme
En juin 1937, Mazón fut grièvement blessé dans un accident de voiture, sans que sa vie fût toutefois mise en danger ; après deux mois de soins intensifs il rentra chez lui en août. À la fin de l'été 1937, il reprit ses fonctions politiques, toujours dans le cercle personnel du comte Rodezno. Tous les membres carlistes de la Junta Política tentèrent de rester en bons termes avec le régent carliste don Javier et déclarèrent qu'ils travaillaient au sein de FET pour assurer la domination traditionaliste dans les structures du parti étatique. Cependant, aux yeux des javieristas, ils étaient de plus en plus considérés comme des quasi-traîtres qui avaient poussé à l'unification et étaient responsables d'une mutilation de l'identité politique carliste. En octobre 1937, Franco fit un pas supplémentaire sur la voie de l'institutionnalisation et nomma les membres d'une nouvelle structure de commandement du parti, le Conseil national du Movimiento ; parmi ses 50 membres, il y avait 12 carlistes, dont Mazón — en 29e position sur la liste globale, en neuvième position pour les carlistes, après Rodezno, Bilbao, Muñoz Aguilar, Joaquín Baleztena Baleztena (en), Urraca Pastor, Valiente Soriano, Fal Conde et Oriol (es), devant Florida et Arellano —. Son mandat ne fut pas reconduit en mars 1938.
En 1938, Mazón resta engagé dans l'organisation de FET et des rassemblements massifs à l'échelle nationale ; sa femme était active dans la section Frentes y Hospitales (Fronts et Hopitaux). Les premiers mois après l'unification furent marqués par une concurrence féroce entre carlistes et phalangistes ; ces derniers prenaient clairement le dessus dans le parti unique, et bientôt les poids lourds carlistes de FET furent inondés de protestations de leurs bases, qui se plaignaient de cette marginalisation. Mazón se montra totalement aligné avec la domination phalangiste et contrairement à la plupart des autres carlistes unifiés, il arborait l'uniforme entièrement noir « des phalangistes les plus radicaux ». Finalement, Fal Conde et don Javier conclurent que Mazón et d'autres membres du parti qui s'etaient engagés activement dans la mise en place du régime franquiste avaient outrepassé des limites et ils furent exclus de la Communion traditionaliste en juillet 1938.

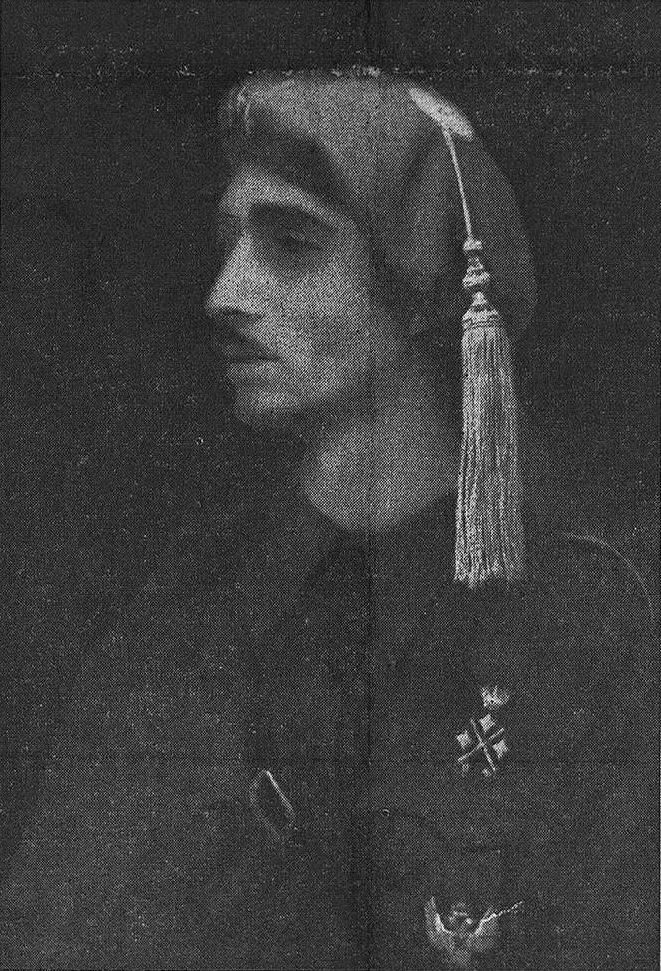
François-Xavier de Bourbon-Parme, le régent carliste don Javier, à la fin des années 1930.

En mars 1939, Mazón accepta sa nomination par Franco au Tribunal des responsabilités politiques (es), organe judiciaire créé pour juger les républicains haut placés tombés aux mains des nationalistes. En septembre 1939, il fut nommé au deuxième Conseil national ; il était l'un des 13 carlistes parmi les 96 membres au total. En 1940, il fit partie de la garde d'honneur à la tombe de José Antonio Primo de Rivera, fondateur de la Phalange ; la même année il fut admis au barreau de Madrid. En 1941, il fut destitué du Tribunal des responsabilités politiques. À l'automne 1942, lorsque le mandat du deuxième Conseil national arriva à terme, l'entourage de Franco le consulta et Mazón déclara qu'il souhaitait quitter la politique, en conséquence de quoi il ne participa pas au troisième Conseil,.

## Affaires et retraite
Dans les années 1940, Mazón créa son propre cabinet d'avocats, devenu Mazón Abogados.[réf. nécessaire] Il compta parmi ses clients une institution aussi importante que la Banque d'Espagne. Au début des années 1960 il fut conseiller juridique de cette même institution.

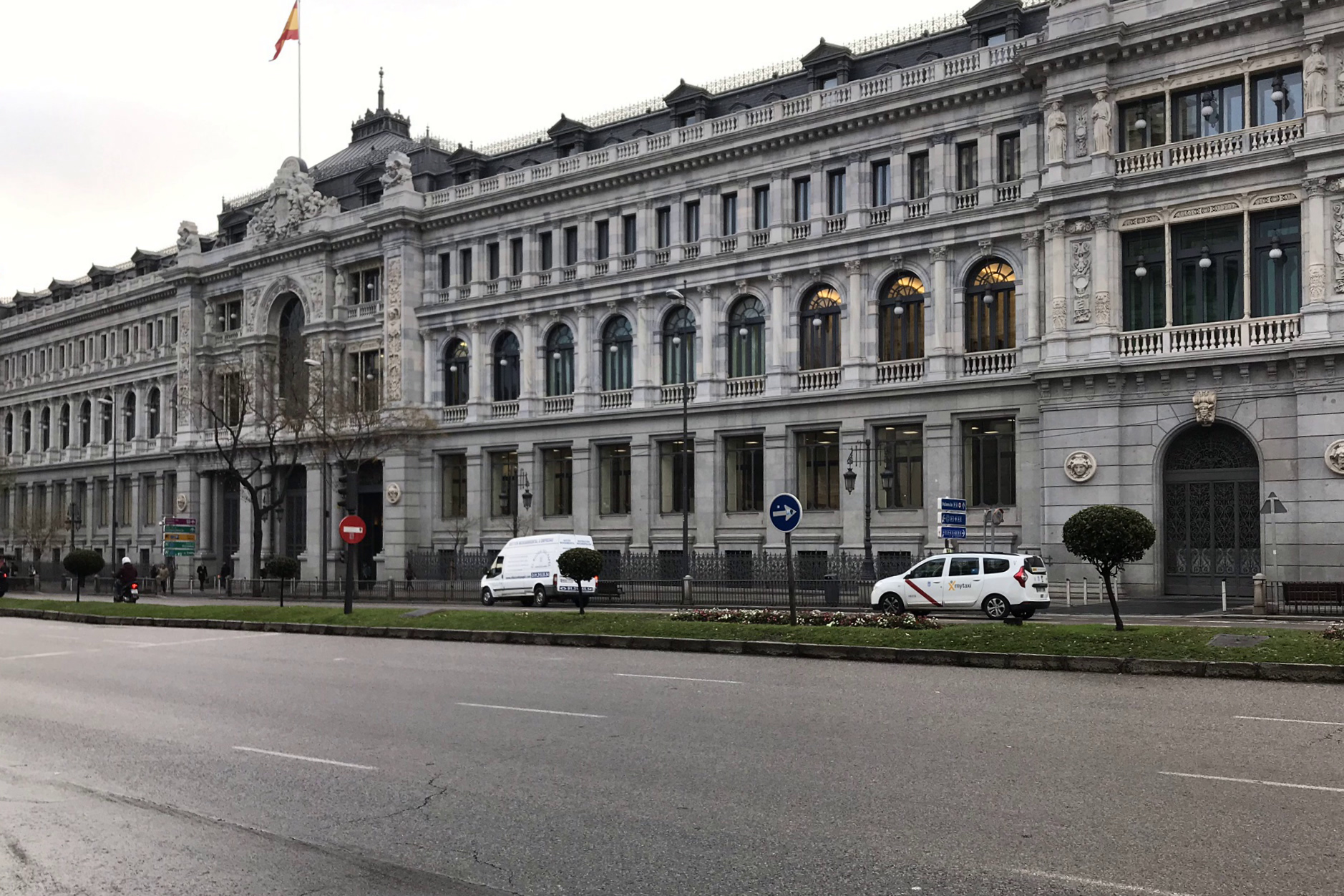
Siège de la Banque d'Espagne.

Il fut reçu en audience personnelle par le général Franco en 1954, 1956 et 1961. Au début des années 1960, Mazón fut consulté par le Conseil national de FET au sujet d'une réforme du Fuero del Trabajo.
Selon Martorell Pérez, dans les années centrales du franquisme, Mazón et d'autres ayant un parcours similaire furent considérés comme des traîtres et entièrement ignorés par les carlistes traditionnels ; alors qu'il apparaissait déjà à la retraite lors du Día de Santiago à Haro, il fut expulsé par de jeunes militants carlistes alors qu'il participait à la fête de Saint Jacques de Haro ; son fils Eugenio fut également ostracisé lors d'une célébration du pèlerinage de Montejurra. Cependant, outre des carlo-franquistes comme Esteban Bilbao, le leader de la Communion traditionaliste José Maria Valiente et par José Luis Zamanillo assistèrent au mariage d'Eugenio en 1958 et le communiqué de presse officiel affirmait que « LL. AA. RR. don Francisco-Javier de Borbón-Parma et son auguste épouse avait parrainé l'union ».
La presse rapporta la participation de l'ancien carliste devenu président des Cortes, Antonio Iturmendi, au mariage de sa fille María en 1967 et à la cérémonie de fiançailles de son autre fille Margarita en 1968.